# Shanhai Yudi Quantu
O Shanhai Yudi Quantu (chinês tradicional: 山海輿地全圖, chinês simplificado: 山海舆地全图, pinyin: Shānhǎi Yúdì Quántú; literalmente Mapa Terrestre Completo) é um mapa chinês da dinastia Ming publicado em 1609 na enciclopédia leishu Sancai Tuhui.

## Influências
Sabe-se que o Shanhai Yudi Quantu foi muito influênciado pelas missões jesuítas na China, começando com o trabalho de Matteo Ricci. O próprio Matteo Ricci tinha dous mapas chamados Shanhai Yudi Quantu: um deles gravado por Wu Zhongming (吳中明, Wú Zhōngmíng) e datado de 1600 e outro gravado por Guo Zizhang (郭子章, Gūo Zĭzhāng) datado de 1604.

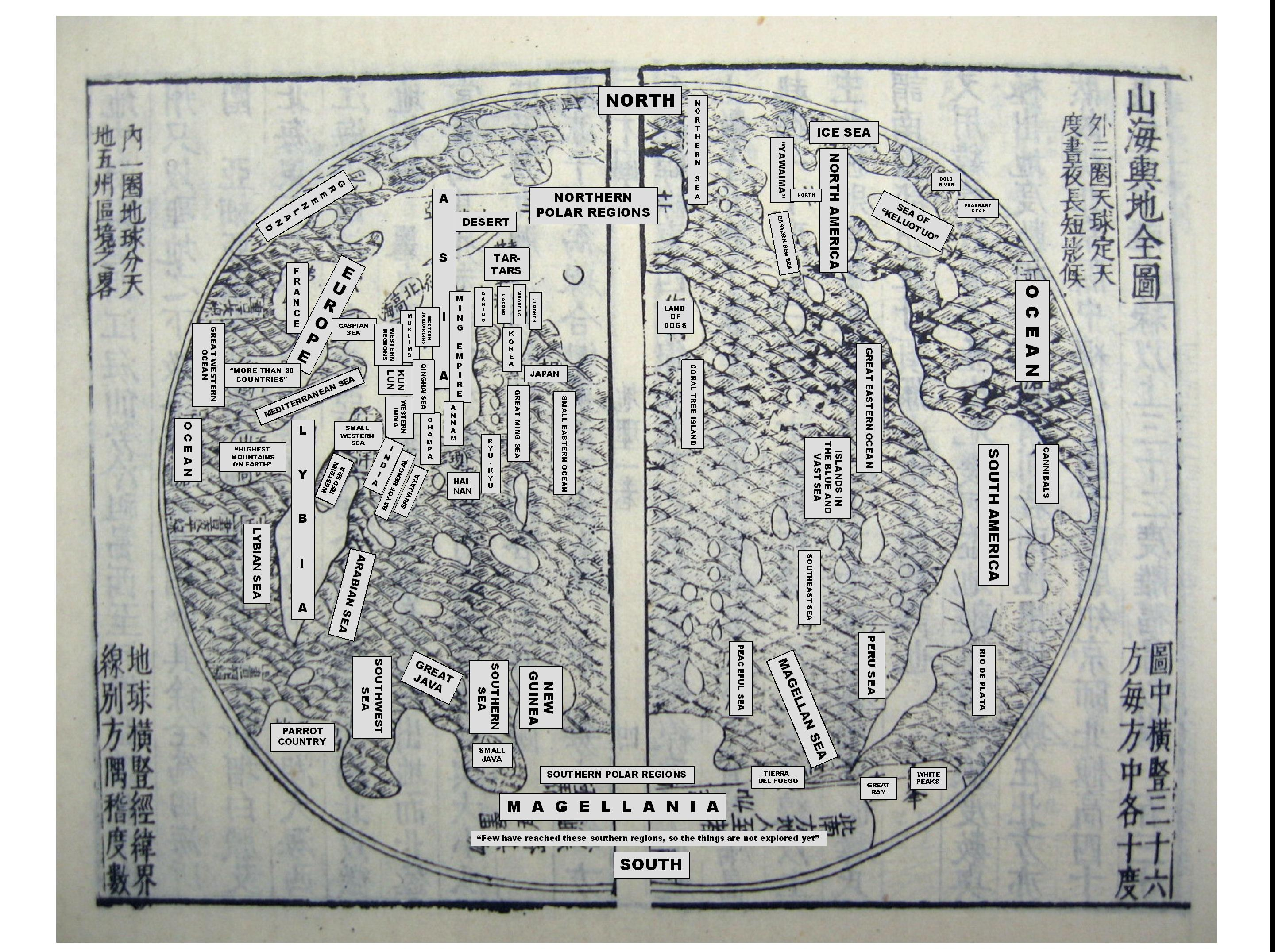
O mapa com traduzido para o inglês por Roderick Ptak no "Mapa Sino-Europeu".

## Descrição

### Ásia
O contiente asiático é chamado através duma fórmula fonética 亞細亞 (Yàxìyà). Esta área do mapa é a mais detalhada e está dividada em quatro regiões:

#### Ásia oriental
Várias terras e ilhas são nomeadas nesta parte do mundo:
- O Grande Império Tang (大明國, Dà Míngguó)
- Japão (大明國, Rìběn)
- Goryeo (Coreia) (高麗, Gāolì)
- Manjus (Jurchenos) (女直, Rǚzhí)

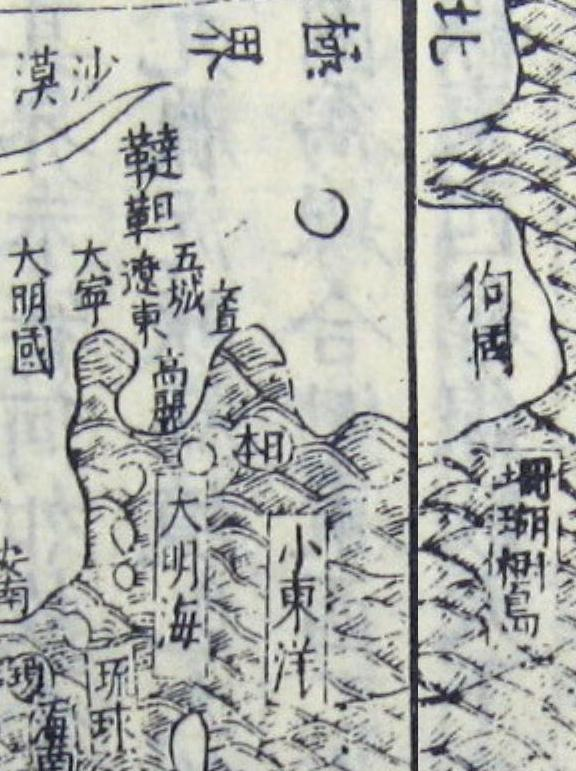
Detalhe da Ásia Oriental

- "Cinco cidades" perto de Songhua (五城, Wǔ Chéng)
- Liaodong (遼東, Liáodōng)
- Daning, uma região militar (大寧, Dà Níng)
- Tartária, norte de Liaodong (韃靼, Dádá)
- "Terra dos cães", uma terra de cinocéfalos na Sibéria oriental (狗國, Gǒugúo)
- "Ilha Coral" (珊瑚樹島, Shānhúshù Dǎo)
- Ilhas Léquias (琉球, Liúqiú)
- Sibéria (北極界, Běijíjiè, lit. "Região Ártica")

Os mares da Ásia oriental são o Mar da China Meridional (大明海, lit. "Mar Grande") e "Oceano Oriental Menor" (小東洋, Xiǎo Dōng Yáng). Ao norte está o "Mar de Gelo" (冰海, Bīng Hǎi).

#### Ásia occidental
- Deserto de Gobi (沙漠, lit. "Os desperdícios de areia")[7]
- Tibetanos Kham (西番, Xī Fān, lit. "Os bárbaros do oeste")
- Muçulmanos (回回, Huíhuí)
- "A região occidental" (西域, Xīyù)
- Lago Qinghai (星宿海, Xīngsù Hǎi, lit. "Mar estrelado" or 北高海, Běi Gāo Hǎi, lit. "Mar alto do Norte")
- A Cordilheira de Kunlun (崑崙, Kūnlún)

#### Ásia austral

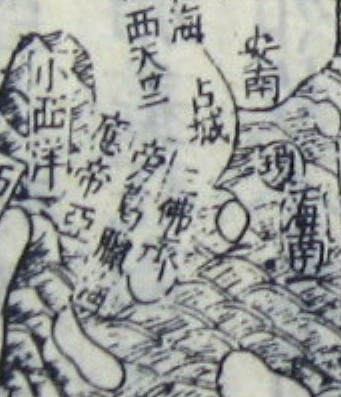
Detalhe da Ásia Meridional

- Annam no Vietname (安南, lit. "O sul pacificado")
- Champa (占城, Zhànchéng)
- Hainan (海南, Hǎinán)[8]
- Império Serivijaia (三佛齊, Sānfóqí)
- Índia (應帝亞, Yīngdìyà)
- Índia occidental (西天竺, Xī Tiānzhú)

Mostram-se dous mares: a Baía de Bengala (旁葛臘海, Pánggélà Hǎi) e "Oceano Occidental Menor" (小西洋, Xiǎo Xī Yáng).
Java é apresentada em duas partes, a Maior (大爪哇, Dà Zhǎowā) e a Menor (小爪哇, Xiǎo Zhǎowā).

### Europa

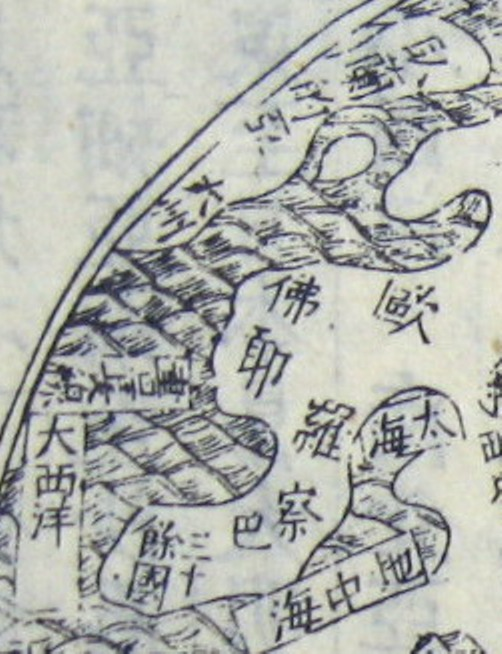
Representação da Europa no Shanhai Yudi Quantu

A Europa é chamado através duma transcrição fonética adaptada ao chinês 歐羅巴 (Ōuluóbā).
- França (佛郎察, Fólǎngchá)
- "Mais de trinta países" (三十餘國, sānshí yú gúo)
- Gronelândia (臥蘭的亞, Wòlándìyà)

A Europa está rodeada pelo "Oceano Occidental Maior" (大西洋, Dà Xī Yáng), o Mar Mediterrâneo (地中海, Dìzhōng Hǎi), e o Mar Negro (太海, Tài Hǎi, lit. "Grande Mar").

### América do Norte
A América do Norte é chamada "北亞墨利加" (Modern Pinyin Běi Yàmèilìjiā). O único lugar marcado fonéticamente é desconhecido:
- "Angwayma" (亞外媽, Yàwàimā)

Outros dous lugares desconhecidos estão localizados num ilha no nordeste da América, possívelmente a costa occidental meridional da Gronelândia:
- "Rio Frio" (寒河, Hán Hé)
- "Cimo Fragante" (香峯, Xiāngfēng)

O Golfo da Califónia é chamado "Mar Vermelho Oriental" (東紅海, Dōng Hóng Hǎi) e o "Mar de Gelo" continua pelo norte.

### América do Sul
A América do Sul é designada "南亞墨利加" (Nán Yàmèilìjiā).
- "Terra dos Canibais" (食人國, Shírén Guó)
- Rio da Prata (銀河, Yín Hé)

Rodeando-a estão o Oceano Atlântico (marcado como "Oceano" 河摺亞諾滄, Hézhéyànuò Cāng), para o nordeste o "Mar do Peru" (白露海, Bólù Hǎi); para o oeste o "Grande Oceano Oriental" (大東洋, Dà Dōng Yáng).

### Líbia
Seguindo a tradição geográfica clássica, o continente africano é denominado fonéticamente como "Líbia" (利未亞, Lìwèiyà).

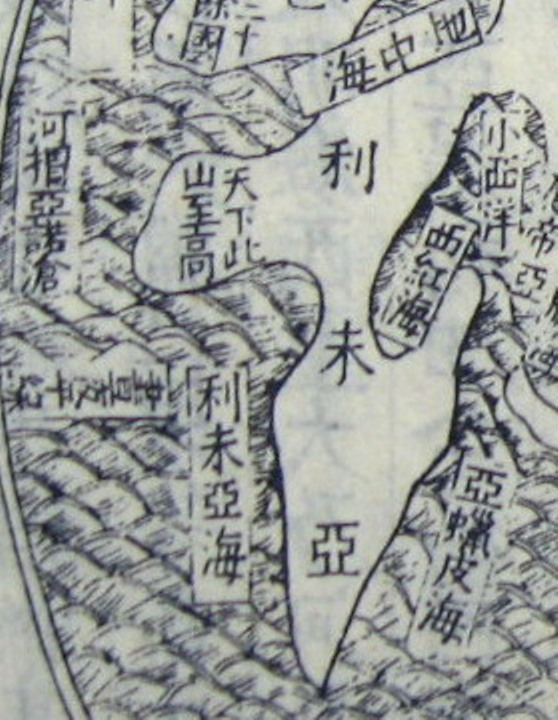
Porção do mapa representando a África

- Montanhas do Atlas (descritas como 天下此山至高, Tiānxià cǐ shān zhìgāo, "A montanha mais alta baixo o Céu")[15]

A África está rodeada por vários mares. Pelo norte, em sentido horário: o Mediterrâneo; o "Oceano Occidental Menor" (小西洋, Xiǎo Xī Yáng) no Golfo Pérsico e no Mar Arábigo; o Mar Vermelho, chamado "Mar Vermelho Occidental" (西紅海, Xī Hóng Hǎi, para distingui-lo do Golfo da Califórnia); o Oceano Índico occidental chamado "Mar Arábigo" (亞蠟皮海, Modern Pinyin Yàlàpí Hǎi; o Golfo da Guiné, chamado "Mar Líbio" (利未亞海, Lìwèiyà Hǎi); e o Oceano Atlântico (novamente chamado "Oceano" 河摺亞諾滄, Hézhéyànuò Cāng).

### Magalhânia
A naquela altura misteriosa Terra Australis, hodierna Austrália, Antártida, Nova Zelândia e outras ilhas; é denominada fonéticamente 墨瓦臘泥加 (Mèiwǎlàníjiā). Translitera assim, o nome "Magalhânia", nome outorgado a esse suposto continente em honra de Fernão de Magalhães, que atravessara a Terra do Fogo e comprovara que o continente austral (hipotetizado desde Ptolomeu) estava separado da América do Sul.
O mapa é pouco detalhista acerca deste continente – "Poucos se têm chegado as estas regiões austrais. As cousas ainda não estão exploradas" (此南方地人至者少, 未審其物) – e, irónicamente procede a enumeração de mais lugares do que na África, América ou Europa:
- "Monte Branco" (白峯, Bái Fēng)Mapa coreano da década de 1800, titulado "Mapa do Céu e da Terra" (乾坤圖). Encontra-se no Museu Britânico
- "Grande Rio" (大江, Dà Jiāng)

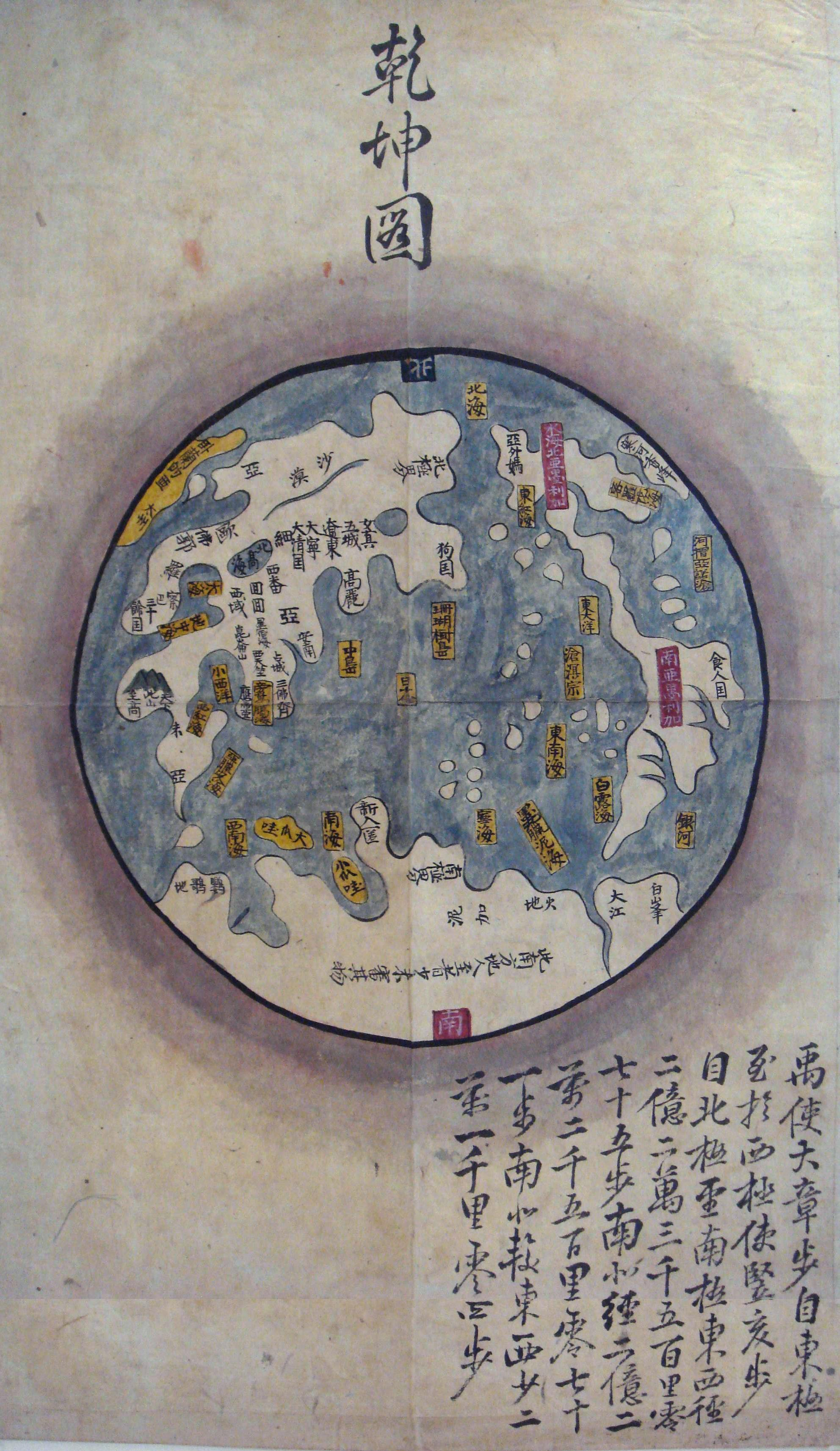
Mapa coreano da década de 1800, titulado "Mapa do Céu e da Terra" (乾坤圖). Encontra-se no Museu Britânico

- Terra do Fogo (火地, Huǒdì lit. "Lugar do Fogo")
- Antártida (南極界, Nánjíjiè, lit. "Região Antártica")
- Nova Guiné (新入匿, Xīn Rùnì)
- "Lugar dos Papagaios" (鸚哥地, geralmente tida como a Austrália por uma designação mais tardia, mas originalmente referindo-se a uma terra a sul da África, possívelmente Madagáscar).[19]

## Legado
Muitos mapas foram derivados do Shanhai Yudi Quantu, muitos dos quais ainda estão em arquivos coreanos e japeneses, mas a sua história é usualmente ímproba de traçar.